# Valea Holhorii
Valea Holhorii falu Romániában, Erdélyben, Fehér megyében.

## Fekvése
Szászavinc közelében fekvő település.

## Története
Valea Holhorii korábban Szászavinc része volt, 1956 körül vált külön 67 lakossal.
1966-ban 69, 1977-ben 81, 1992-ben 40, 2002-ben pedig 35 román lakosa volt.